# Itaoca
Itaoca är en kommun i Brasilien.   Den ligger i delstaten São Paulo, i den södra delen av landet, 1 000 km söder om huvudstaden Brasília. Antalet invånare är 3 228.
I omgivningarna runt Itaoca växer i huvudsak städsegrön lövskog. Runt Itaoca är det mycket glesbefolkat, med 5 invånare per kvadratkilometer.